# المرور (رداع)

تعديل مصدري - تعديل

حارة المرور هي إحدى حارات مدينة رداع أحد مدن محافظة البيضاء، بلغ تعداد سكانها 669 نسمة حسب تعداد اليمن لعام 2004.